# Ronald Knox
Ronald Arbuthnott Knox (17 de febrero de 1888 - 24 de agosto de 1957) fue un teólogo y literato inglés.

## Biografía
Nació en Leicestershire (Inglaterra) en una familia anglicana, siendo educado en el Eton College, del que sería "capitán del colegio" durante su último año (1906), y en Balliol College, Oxford.
Sus dos abuelos fueron obispos de la Iglesia de Inglaterra y su padre alcanzó también el episcopado anglicano cuando Knox contaba con siete años de edad. Fue uno de los cuatro hermanos Knox (con E.V. Knox, Dillyn Knox y Wilfred Knox) de los cuales su sobrina, escritora, Penélope Fitzgerald escribió una biografía. Su madre murió en 1892 y los cuatro años siguientes los pasó junto a su hermano con su tío Lindsay Knox que les enseñó griego clásico y latín. Su padre volvió a casarse en 1895 y Ronald regresó a vivir con él, el concurso de su madrastra fue fundamental para su ingreso en Eton, institución a la que quedaría ligado sentimentalmente el resto de su vida. 
En Eton cosechó grandes éxitos académicos siendo beneficiario de las principales becas del colegio, hasta tal punto que su padre nunca tuvo que pagar nada por su estudios. En su periodo etoniano ya sobresalía su singular genio literario, prueba de ello es la publicación, durante su estancia en el colegio, de una antología poética, Signa Severa, de composiciones en latín, griego e inglés. Abandonó Eton con tristeza para ingresar en el Balliol College de la Universidad de Oxford donde continuaría sus éxitos académicos especializándose en lenguas clásicas. En su periodo de estudiante en Oxford destacó como orador en la Sociedad de Debate, la célebre Oxford Union, de la que fue presidente, además formó parte del equipo de remo de la universidad.
Al poco de graduarse recibió las órdenes sagradas y se ordenó como sacerdote de la Iglesia de Inglaterra, antes en 1910 se había convertido en fellow del Trinity College, Oxford. Fue nombrado capellán en 1912 pero se retiró en 1917 cuando se convirtió en católico. 
Tras su conversión fue miembro de la junta académica del colegio diocesano católico St. Edmund’s College y capellán católico de la Universidad de Oxford entre 1926 y 1939
Entre su obra literaria se distinguen ensayos teológicos de diversa complejidad y un variado conjunto de obras profanas constituidas fundamentalmente por novelas de detectives, aunque su título más brillante a juicio de la crítica es Let Dons Delight (1939), conversación prolongada entre unos profesores en una habitación de Oxford a lo largo de cuatro siglos donde el autor exhibe un profundo conocimiento del lenguaje y el discurso de cada época. Así mismo con el título de Enthusiasm publicó una obra historiográfica que le llevó más de treinta años, donde analiza la historia de la teología y la religión de los siglo XVII y XVIII. Del mismo modo en el campo del ensayo se adentró en ámbitos no estrictamente religiosos con bastante frecuencia, de hecho, fue el primero en analizar en un estudio los relatos de Sherlock Holmes, de un modo que mereció una extensa carta de Arthur Conan Doyle comentando sus observaciones. Fue habitual colaborador de la prensa católica británica como crítico literario.
En español hay pocas traducciones, entre ellas algunos títulos de pastoral, el conjunto de conferencias de apologética que impartió en la Universidad de Oxford agrupadas bajo el título: El torrente oculto, y su estudio Entusiasmo. Sí está traducida, sin embargo, la biografía que su albacea literario, el novelista inglés Evelyn Waugh, realizó por encomendación del propio Knox.
Knox se enmarca como una de las principales figuras dentro de los intelectuales ingleses católicos de la primera mitad del siglo XX: John R. R. Tolkien, Evelyn Waugh, Graham Green, Hillaire Belloc, Gilbert K. Chesterton, Maurice Baring, Siegfried Sassoon etc. Siempre reconoció la enorme importancia que tenía para él la figura del Cardenal John Henry Newman quien como él además de ser un don de Oxford, y sacerdote anglicano, se convertiría en católico, el primero del "Movimiento de Oxford" cuyas últimas influencias podrían señalarse en el propio Knox.
Su labor como traductor también es muy fructífera y recorre desde textos latinos clásicos cómo la Eneida, a textos más recientes como De Imitatatione Christi de Kempis o Historia de un alma de santa Teresa de Lisieux, aunque sin duda su mayor obra en este campo es la versión inglesa que realizó en solitario para las diócesis de Inglaterra y Gales de la Biblia completa.
Ronald Knox también trabajó en calidad de transmisor y traductor al servicio del gobierno británico durante la I Guerra Mundial que aprovechó sus conocimientos y aptitudes para las lenguas y los códigos.
En 1957 fue diagnosticado de un cáncer incurable. Pese a que fue examinado en el n.º 10 de Downing Street, que entonces habitaba su amigo de la infancia Harold Macmillan, al que había dado clases particulares de latín y griego, por el médico personal del primer ministro, no hubo tratamiento posible. Finalmente murió ese mismo año el 24 de agosto.

## Conversión a la Iglesia católica
La conversión y entrada de Ronald Knox a la Iglesia católica causó que su padre lo excluyera de su testamento. Esto no fue muy grave, ya que Knox ganó una buena suma de dinero gracias a sus novelas de detectives.
Entre el sinfín de razones que llevaron a Ronald Knox a la Iglesia católica, el propio Knox reconoció la influencia de alguno de los escritos del autor inglés Gilbert K. Chesterton, antes de que el propio Chesterton se convirtiera a la fe católica. Después, cuando Chesterton entró en la Iglesia católica, fue guiado por Knox, junto con Belloc y Baring.
G. K. Chesterton dijo que Ronald junto con Maurice Baring tuvieron la mayor influencia durante sus tiempos de dudas para acercarlo a la Iglesia católica. 
Cuando Chesterton murió en 1936, Knox fue el encargado de realizar la homilía de réquiem en la catedral de Westminister. En la homilía Knox dijo de G.K. Chesterton: 
“Él será ciertamente recordado como un profeta, en una época llena de falsos profetas”.

## Prólogo a "Las mejores historias de detectives de 1928-29"
Se incluye como anécdota en cierta medida ilustradora del carácter, el estilo y los intereses de Ronald Knox este curioso decálogo para el novelista policiaco.
Knox escribió el prólogo para este libro y, en él, incluía una serie de normas que deben cumplir las novelas de misterio. Dichas normas, un total de 10, eran una versión resumida de 20 Leyes escritas anteriormente por Willard Huntington Wright (alias S.S. Van Dine):
1.  El criminal debe ser alguien mencionado al principio de la historia, pero no debe ser nadie cuyos pensamientos el lector pudo seguir.

2. Todos los agentes sobrenaturales son descartados rutinariamente.

3. No está permitida la existencia de más de una habitación o pasaje oculto.

4. No pueden usarse venenos que no hayan sido descubiertos hasta la fecha, ni ningún aparato que necesitaría una larga explicación científica al final.

5. En la historia no debe figurar ningún "Chinaman" (Criminal loco que asesina sin ningún motivo, tiene su base en la novela del mismo nombre escrita por Stephen Leather)

6. Ningún accidente puede ayudar al detective, ni él puede tener una inexplicable intuición que resulte ser correcta.

7. El detective no puede cometer el crimen.

8. El detective no puede presentar pruebas que no se produzcan para la inspección del lector.

9. El amigo "estúpido" del detective, el Watson, no puede ocultar los pensamientos que pasan por su mente; su inteligencia debe ser un poco, pero muy poco, ligeramente por debajo del lector medio.

10. Los hermanos gemelos, y los dobles en general, no pueden aparecer a menos que hayamos sido preparados para ello.

## Autobiografía
- A Spiritual Aeneid (1918)

## Obras

### Ediciones en español
- El torrente oculto. Ediciones Rialp. 2000. ISBN 9788432132872.
- El Credo a cámara lenta. Ediciones Palabra. 2000. ISBN 9788482394084.
- Sermones pastorales. Ediciones Rialp. 1963. ISBN 9788432110085.
- Retiro para gente joven. Ediciones Palabra. 1981. ISBN 9788482394077.

### Periodo anglicano
Se Incluyen varias de sus obras que fueron publicadas póstumamente
- Signa Severa 1906
- Juxta Salices 1910
- Remigium alarum 1910, Blackwell
- Some Loose Stones 1913, Longmans & Co
- Naboth's Vineyard in Pawn 1913, Society of SS.Peter and Paul
- Absolute and Abitofhell 1913, Society of SS.Peter and Paul
- Oxford Poetry 1910-1913 1913, Blackwell
- The Church in Bondage 1914, Society of SS.Peter and Paul
- Reunion all Round 1914, Society of SS.Peter and Paul
- Bread or Stone 1915, Society of SS.Peter and Paul

### Periodo católico
- A Spiritual Aeneid 1918, Longmans & Co
- The Essentials of Spiritual Unity 1918, Catholic Truth Society
- Meditations on the Psalms 1919
- Memories of the Future 1923, Methuen & Co
- Sanctions: A Frivolity 1924, Methuen & Co
- Viaduct Murder 1925, Methuen & Co
- Other Eyes than Ours 1926, Methuen & Co
- An Open-Air Pulpit 1926, Constable & Co
- The Three Taps 1927, Methuen & Co
- The Belief of Catholics 1927, Ernest Benn
- Theology of Martydom 1928
- Miracles 1928
- Essays in Satire 1928, Sheed & Ward
- Anglican Cobwebs 1928, Sheed & Ward
- The Footsteps at the Lock 1928, Methuen & Co
- The Rich Young Man 1928, Sheed & Ward
- The Mystery of the Kingdom 1928, Sheed & Ward
- The Church on Earth 1929, Burns & Oates
- On Getting There 1929, Methuen & Co
- Caliban in Grub Street 1930, Sheed & Ward
- Broadcast Minds 1932, Sheed and Ward
- Difficulties 1932, Eyre & Spottiswoode
- The Body in the Silo 1933, Hodder & Stoughton
- Still Dead 1934, Hodder & Stoughton
- Heaven and Charing Cross 1935, Burns & Oates
- Barchester Pilgrimage 1935, Sheed & Ward
- Double Cross Purposes 1937, Hodder & Stoughton
- Let Dons Delight 1939, Sheed & Ward
- Captive Flames 1940, Burns & Oates
- Pastoral and Occasional Sermons 1940, Burns & Oates
- In Soft Garments 1942, Burns & Oates
- I Believe 1944, Tablet
- God and the Atom 1945, Sheed & Ward
- A Retreat For Priests 1946, Sheed & Ward
- The Mass in Slow Motion 1948, Sheed & Ward
- The Creed in Slow Motion 1949, Sheed & Ward
- On Englishing the Bible 1949, Burns & Oates
- The Gospel in Slow Motion 1950 Sheed & Ward
- St.Paul's Gospel 1950, Catholic Truth Society
- Enthusiasm 1950, Clarendon Press
- Stimuli 1951, Sheed & Ward
- The Hidden Stream 1953, Sheed & Ward
- Off the Record 1953, Sheed & Ward
- A Retreat For Lay People 1955, Sheed & Ward
- A Commentary on the New Testament 1953, Burns, Oates & Washbourne
- The Window in the Wall 1956 Burns, Oates & Washbourne
- Bridegroom and Bride 1957, Sheed & Ward

### Obras póstumas
- Literary Distractions 1958, Sheed & Ward
- The Priestly Life 1959, Sheed & Ward
- Lightning Meditations 1959, Sheed & Ward
- The Layman and His Conscience 1961, Sheed & Ward
- Retreat in Slow Motion 1961, Sheed & Ward
- University Sermons 1963, Palm Publishers